# Hedgeley Moor-i csata
A Hedgeley Moor-i csata a rózsák háborújának egyik ütközete volt, amelyet 1464. április 25-én vívtak a Lancaster-házi és a York-párti csapatok. A csatát a yorkiak nyerték meg, miután ellenfelük megfutamodott.

## Előzmények
IV. Eduárd angol király 1462-ben fontos erődítményeket szerzett meg északon, a Lancasterek hátországában. Fő hadvezére, Richard Neville, Warwick grófja egy ideig még a határvidéken maradt, de miután 1463 elején visszavonult délre, a Lancasterek ismét megerősödtek. Márciusban a skótok és a segítségükre küldött franciák visszafoglalták Bamburgh-öt és Dunstanburgh-öt. IV. Eduárd a történtek hatására John Nevillet, Montagu őrgrófját nevezte ki a keleti határvidék kormányzójává május 26-án. Az új parancsnok első intézkedése Newcastle megerősítésére irányult, de a város a segítsége nélkül is visszaverte a lancasteri csapatokat, és négy francia élelmiszerszállító hajót is elfogott, amely Bamburgh-be vitt utánpótlást. Június 3-án Warwick is elindult északra. Amikor megérkezett, megtudta, hogy Anjou Margit, VI. Henrik felesége rávette a skót régenstanácsot, hogy törjenek be ismét Angliába. Warwick azt kérte a királytól, hogy toborozzon sereget, és induljon északra. Július elején a skótok megtámadták Norham várát, de Warwick megfutamította őket.
A Lancasterek helyzetét jelentősen megnehezítette, hogy fő támogatójuk, XI. Lajos francia király tárgyalásokat kezdett a Yorkok szövetségesével, Burgundiával. A király angol-francia-burgundi tárgyalásokat javasolt, amelyek hírére a kétségbeesett Anjou Margit megpróbált kibékülni régi ellenfelével, a burgundiai herceggel. Ez nem sikerült neki, és 1463. október 8-án a felek aláírták a háromoldalú megállapodást. A skótok magukra maradtak, ezért tárgyalni kezdtek IV. Eduárddal, és december 9-én fegyverszünetben állapodtak meg. A diplomáciai sikerek azonban nem hoztak megnyugvást, mert a kormányzat népszerűtlen volt az adófizetők között, és a Lancastereknek sikerült lázadásokat szítaniuk. IV. Eduárd, hogy pontot tegyen a háborúskodás végére, 1464. március 27-én bejelentette, hogy a nyár elején hadjáratot vezet VI. Henrik hívei ellen. Április közepén Montagút a határra küldték, hogy találkozzon a skót követekkel, és kísérje őket Yorkba. A márki Newcastle-ben csapatok gyűjtött, és így nyomult észak felé, amikor április 25-én összecsapott a Lancasterek seregével, amely a korabeli krónikaíró, William Gregory szerint ötezer páncélosból állt.

## A csata
Az ütközetről nem sokat tudni. Montagu április 25-én találkozott a lázadó sereggel, amelyet elsősorban olyan főurak – Somerset hercege, Hungerford, Lord Roos, Sir Ralph Percy és Grey – vezettek, akiknek IV. Eduárd korábban megbocsátott, de ismét átálltak VI. Henrik oldalára. A két sereg mérete nagyjából azonos volt, de a Yorkok harci szelleme erősebb volt. Somerset Alnwicktól 13-14 kilométerre nyugatra állította fel seregét, hogy elállja a Norham felé vezető utat.
A csata a szokásoknak megfelelően a két oldal íjászainak bevetésével kezdődött. Montagúnak sikerült áthatolnia a nagyjából másfél kilométer széles ingoványon. A Lancasterek bal szárnya, amelyet Lord Roos és Hungerford irányított, a támadástól megrettent, és a nagyjából kétezer katona megfutamodott. Ezután az egész arcvonal felbomlott, egyedül Sir Ralph Percy tartott ki, de katonáival együtt hamar felkoncolták.

## Következmények
A királypártiak győzelme lehetővé tette, hogy a skót követek eljussanak Yorkba, és megkössék a békét IV. Eduárddal, amely megfosztotta a Lancastereket északi hátországuktól, és teljesen reménytelenné tette helyzetüket.